# Burzenland

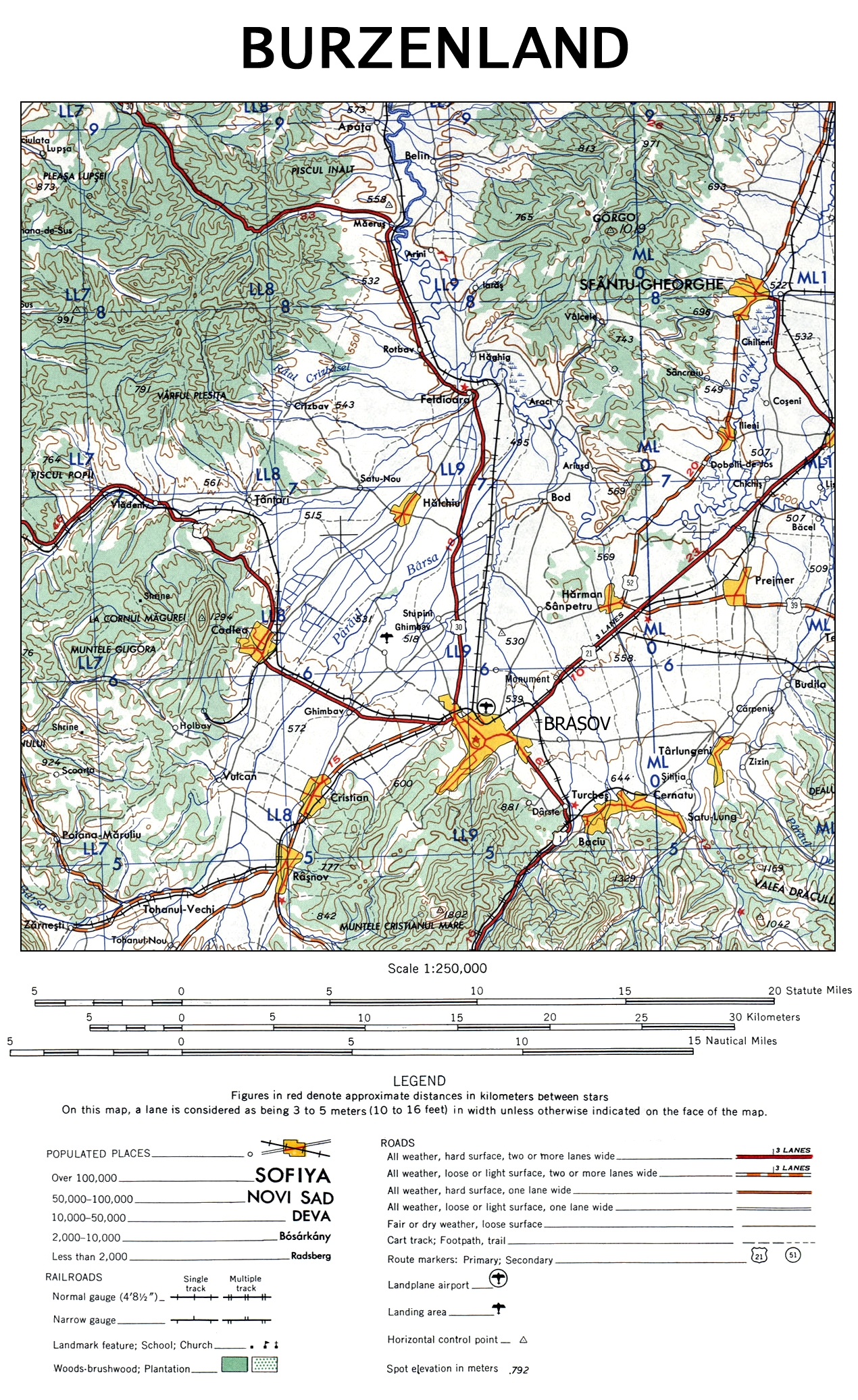
Mapa de Burzenland

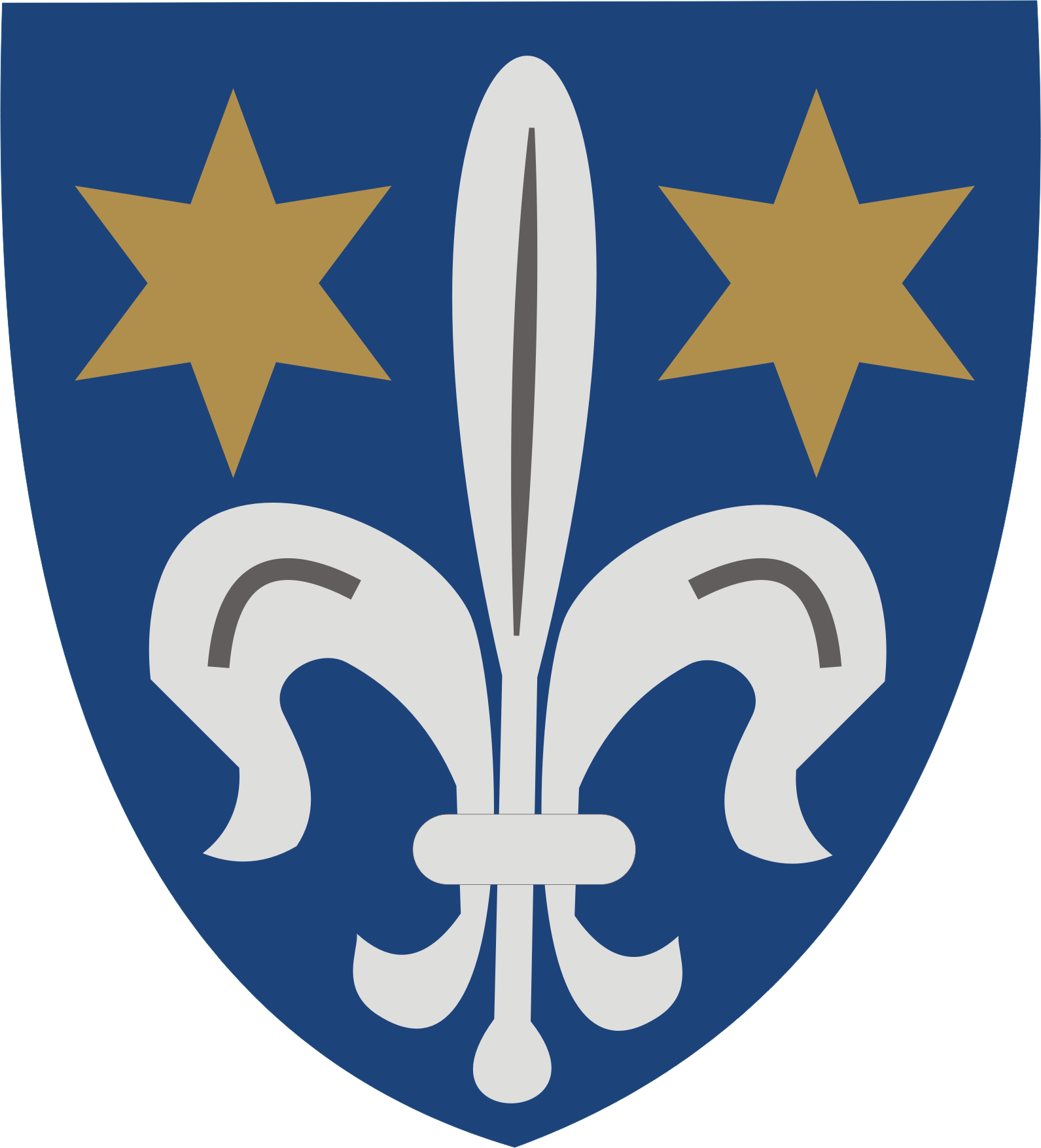
L'escut de Burzenland

Țara Bârsei o Burzenland ( listen (?·pàg.); romanès: Țara Bârsei; hongarès: Barcaság) és una zona històrica i etnogràfica al sud-est de Transsilvània, Romania, amb una població mixta de romanesos, alemanys i hongaresos.

## Geografia
El Burzenland es troba dins de les serralades dels Carpats Meridionals, limitats aproximadament per Apața al nord, Bran al sud-oest i Prejmer a l'est. La seva ciutat més important és Brașov. Burzenland rep el nom del rierol Bârsa (Barca, Burzen, 1231: Borza), que desemboca al riu Olt. La paraula romanesa bârsă és suposadament d'origen daci.

## Història

### Edat mitjana
Basat en evidències arqueològiques, sembla que la colonització alemanya de la regió va començar a mitjan segle XII durant el regnat del rei Géza II d'Hongria. Els colons alemanys d'aquesta regió es troben documentats ja en 1192, quan es menciona que la terra Bozza era assentada pels alemanys (Theutonici).

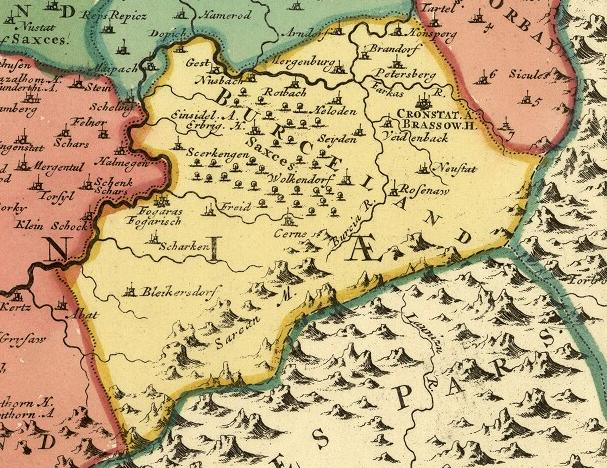
Mapa de Burzenland de la primera meitat del. Brașov apareix com a Cronstadt / Brassow

El 1211 la regió va ser lliurada als cavallers teutònics pel rei Andreu II d'Hongria a canvi de protegir la frontera sud-est del Regne d'Hongria contra els cumans. Mentre el rei conservava el seu dret a encunyar divises i reclamacions sobre dipòsits d'or o plata que es descobririen, va concedir a l'Ordre Teutònica el dret d'establir mercats i administrar justícia. Els croats també estaven lliures d'impostos i peatges. Els cavallers teutònics van començar a construir fortaleses de fusta i terra a la zona i havien construït cinc castells (quinque castra fortia): Marienburg, Schwarzenburg, Rosenau, Kreuzburg i Kronstadt, alguns dels quals eren de pedra. L'ordre militar va tenir èxit en reduir l'amenaça dels cumans nòmades. Els saxons medievals del Sacre Imperi Romanogermànic van desenvolupar granges i pobles propers per donar suport als forts i establir la terra. El territori ja estava poblat en el moment en què es va disputar. Algunes fonts medievals indiquen que estava deshabitada, una visió desafiada per alguns erudits que invoca proves arqueològiques i documentals. L'abundant rendiment agrícola va provocar una nova colonització per part dels immigrants alemanys.
No obstant això, els cavallers teutònics van ignorar els drets del bisbat local i van enfurismar la noblesa hongaresa que ja tenia colons a la regió. Dirigida per Béla, l'hereu al tron, la noblesa va pressionar la necessitat d'expulsar els cavallers al rei Andreu II després del seu retorn de la Cinquena Croada. El gran mestre Hermann von Salza va intentar afluixar els llaços de l'Orde amb la corona hongaresa acostant-se al papat. Posteriorment, Andrew va desallotjar l'Orde amb el seu exèrcit el 1225, tot i que Honori III va protestar sense efecte. El confús estatus dels cavallers teutònics dins del Regne d'Hongria va fer que Hermann von Salza insistís en l'autonomia abans de cometre l'ordre militar a Prússia.
Juntament amb els alemanys, els reis d'Hongria també es van establir szeklers i pechenegos a la regió durant els segles xii i xiii. Les evidències arqueològiques del mateix període també suggereixen una forta població romanesa que habita els pobles coneguts posteriorment com Șcheii Brașovului, Satulung, Baciu, Cernatu i Turcheș (el primer és avui part de Brașov, mentre que els darrers quatre són avui part de la ciutat adjacent Săcele). A la segona meitat del segle xiii, la població romanesa està acreditada en dos documents: a la regió de Bran (1252) i Tohani (1294), mentre que a la segona meitat del segle xv, de nou pobles del domini de Bran set eren romanesos (villae valachicales, Bleschdörfer) i només dos alemanys.
A la Conferència de Lutsk el 1429, Sigismund, emperador del Sacre Imperi Romanogermànic i rei d'Hongria, va suggerir que els cavallers teutònics defensessin la regió durant les guerres otomanes a Europa. Dirigit per Claus von Redewitz, un destacament de cavallers de Prússia va estar estacionat a Burzenland fins que la meitat van morir durant una campanya otomana el 1432.

### Segle XX
Els saxons de Transsilvània van romandre a Burzenland fins al segle xx. A partir del 1976, la majoria d'aquests alemanys van emigrar a Alemanya Occidental amb l'aprovació del règim comunista romanès.

## Pobles

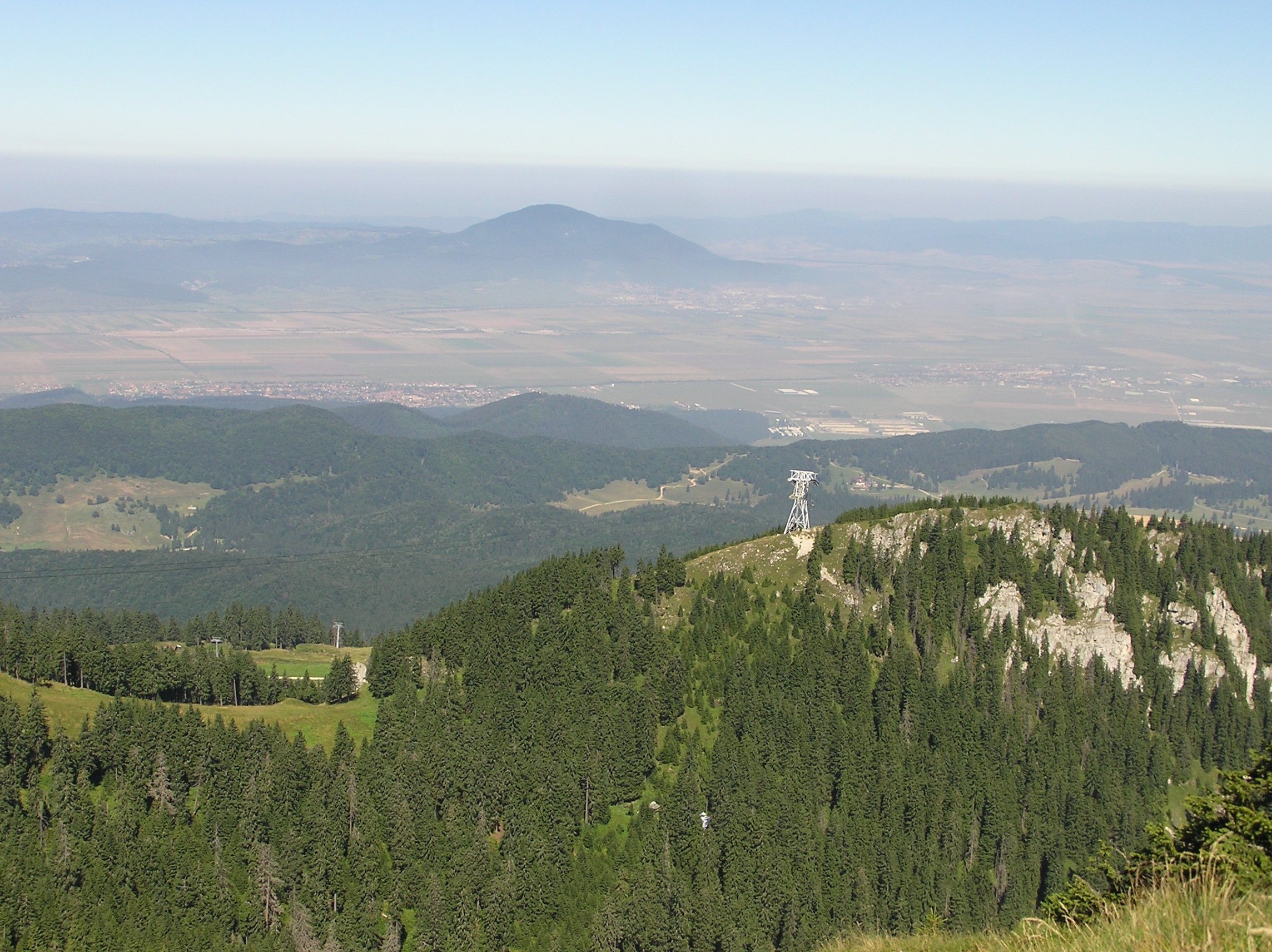
Vista d'una part del Burzenland des del pic de Postăvaru. Ghimbav es troba a la dreta, mentre que Codlea es pot veure a la distància a Măgura Codlei.

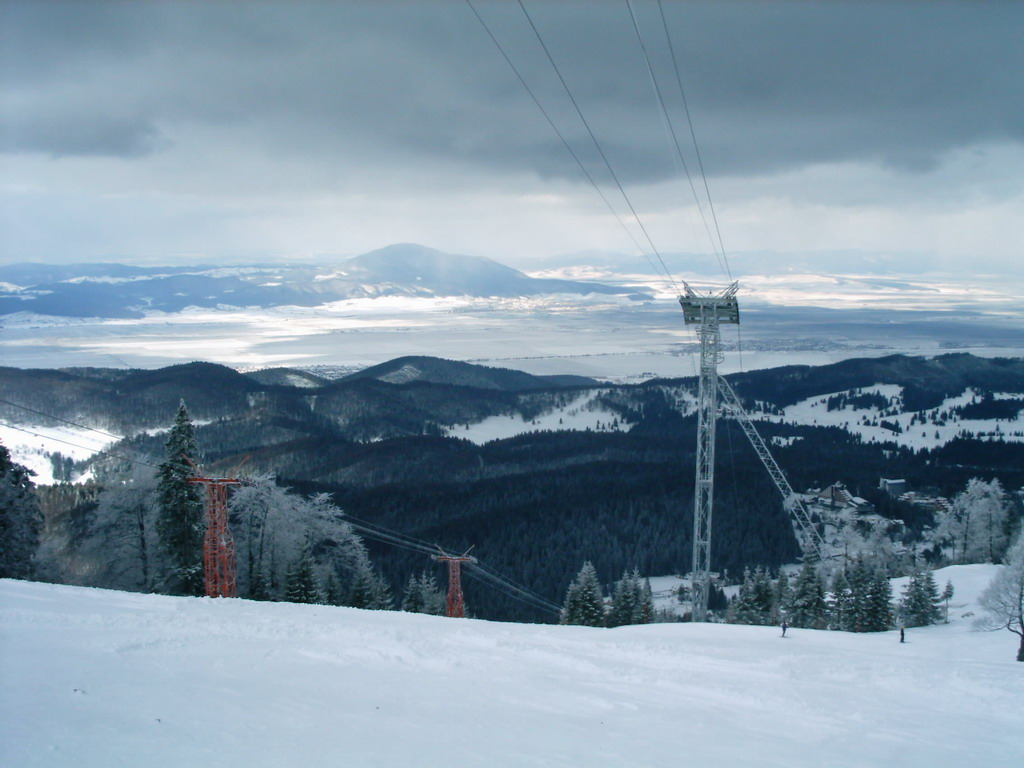
La mateixa vista a l'hivern.

En cada cas, es dona primer el nom modern en romanès, seguit dels històrics alemanys i hongaresos.
- Apața (Geist, Apáca)
- Bod (Brenndorf, Botfalva)
- Bran (Törzburg, Törcsvár)
- Brașov (Kronstadt, Brassó)
- Codlea (Zeiden, Feketehalom)
- Cristian (Neustadt, Keresztényfalva)
- Crizbav (Krebsbach, Krizba)
- Dumbrăviţa (Schnakendorf, Szunyogszék)
- Feldioara (Marienburg, Földvár)
- Ghimbav (Weidenbach, Vidombák)
- Hălchiu (Heldsdorf, Höltövény)
- Hărman (Honigberg, Szászhermány)
- Măieruș (Nußbach, Szászmagyarós)
- Prejmer (Tartlau, Prázsmár)
- Râșnov (Rosenau, Barcarozsnyó)
- Rotbav (Rotbach, Szászveresmart)
- Săcele (Siebendörfer, Szecseleváros / Négyfalu)
- Sânpetru (Petersberg, Barcaszentpéter)
- Şercaia (Schirkanyen, Sárkány)
- Vulcan (Wolkendorf, Szászvolkány)
- Zărnești (Zernescht, Zernest)